# Улофссон, Виктор
Виктор Улофссон (швед. Victor Olofsson; род. 18 июля 1995, Эрншёльдсвик, Швеция) — шведский хоккеист, правый нападающий клуба НХЛ «Вегас Голден Найтс».

## Карьера
Улофссон дебютировал в профессиональном хоккее на уровне взрослых команд в сезоне 2013/14 в составе МОДО. В сезоне 2015/16 МОДО вылетел из SHL во вторую по силе лигу Швеции HockeyAllsvenskan, этот факт и стал причиной его перехода в другой клуб SHL «Фрёлунда».
Контракт Улофссона с «Фрёлундой» истёк по окончании сезона 2017/18, вслед за этим, 24 апреля 2018 года, он подписал двухлетний контракт новичка с клубом НХЛ «Баффало Сейбрз».
Дебют Виктора в НХЛ состоялся 28 марта 2019 года в матче регулярного чемпионата против команды «Детройт Ред Уингз». Первый гол в НХЛ он забил через 2 дня после своего дебюта при игре в большинстве в ворота клуба «Нью-Йорк Айлендерс».
В сезоне 2019/20 Улофссон стал лучшим новичком октября, а следом декабря.
29 октября 2020 года Виктор продлил контракт с «Баффало» на 2 года и 6,1 млн долларов.
2 июля 2024 года в качестве свободного агента подписал однолетний контракт с «Вегас Голден Найтс» на сумму $1,075 млн.

## Личная жизнь
Благодаря отличному броску и способности забивать голы Виктор заработал себе прозвище среди болельщиков и в СМИ Голофссон.